# 스즈군

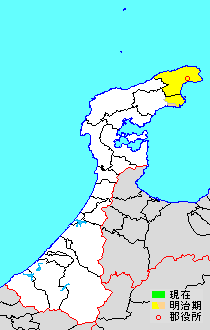
石川県珠洲郡の範囲

스즈군(珠洲郡)은 일본 이시카와현(노토국)에 있던 군이다. 2005년 3월 1일, 후게시군과 통합하여 호스군이 되었다.

## 군역
1878년 행정 구역으로 발족 당시의 군역은 아래 구역에 해당한다.
- 스즈시
- 호스군 노토정의 일부

## 역사
- 1878년 12월 17일 - 군구정촌 편제법이 이시카와현에서 시행되면서, 행정 구역으로서의 스즈군(珠洲郡)이 발족.

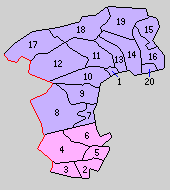
1.이다정 2.오기촌 3.다카쿠라촌 4.모쿠로촌 5.미야자키촌 6.마쓰나미촌 7.우시마촌 8.구로미네촌 9.미쓰케촌 10.우에도촌 11.히가시와카야마촌 12.니시와카야마촌 13.다다촌 14.쇼인촌 15.미사키촌 16.하치사키촌 17.오타니촌 18.오사키촌 19.히키촌 20.다코지마촌 (보라: 스즈시, 분홍: 호스군 노토정)

- 1889년 4월 1일 - 정촌제 시행으로, 아래의 정촌이 발족. 따로 적은 경우 외에는 현 스즈시.(1정 19촌)
  - 이다정(飯田町)
  - 오기촌(小木村): 현 호스군 노토정
  - 다카쿠라촌(高倉村): 현 호스군 노토정
  - 모쿠로촌(木郎村): 현 호스군 노토정
  - 미야자키촌(宮崎村): 현 호스군 노토정
  - 마쓰나미촌(松波村): 현 호스군 노토정
  - 우시마촌(鵜島村)
  - 구로미네촌(黒峰村)
  - 미쓰케촌(見付村)
  - 우에도촌(上戸村)
  - 히가시와카야마촌(東若山村)
  - 니시와카야마촌(西若山村)
  - 다다촌(直村)
  - 쇼인촌(正院村)
  - 미사키촌(三崎村)
  - 하치사키촌(鉢崎村)
  - 오타니촌(大谷村)
  - 오사키촌(大崎村)
  - 히키촌(日置村)
  - 다코지마촌(蛸島村)
- 1891년 7월 1일 - 군제 시행.
- 1907년 10월 15일(1정 14촌)
  - 오기촌·다카쿠라촌이 합병하여, 새로이 오기촌이 발족.
  - 미야자키촌·모쿠로촌·마쓰나미촌이 합병하여, 새로이 모쿠로촌이 발족.
  - 히키촌·오타니촌·오사키촌이 합병하여, 사이카이촌(西海村)이 발족.
- 1908년 8월 15일(1정 10촌)
  - 우시마촌·구로미네촌·미쓰케촌이 합병하여, 호류촌(宝立村)이 발족.
  - 히가시와카야마촌·니시와카야마촌이 합병하여, 와카야마촌(若山村)이 발족.
  - 하치사키촌·미사키촌이 합병하여, 새로이 미사키촌이 발족.
- 1921년 1월 1일 - 오기촌이 정제 시행으로 오기정(小木町)이 됨.(2정 9촌)
- 1940년 8월 15일 - 호류촌이 정제 시행으로 호류정(宝立町)이 됨.(3정 8촌)
- 1941년 11월 3일 - 쇼인촌이 정제 시행으로 쇼인정(正院町)이 됨.(4정 7촌)
- 1948년 5월 1일 - 모쿠로촌이 개칭과 정제 시행으로 마쓰나미정(松波町)이 됨.(5정 6촌)
- 1954년 7월 15일 -  이다정·호류정·쇼인정·우에도촌·와카야마촌·다다촌·미사키촌·西海村·다코지마촌이 합병하여, 스즈시(珠洲市)가 발족, 군에서 이탈.(2정)
- 1955년)
  - 3월 25일 - 오기정이 후게시군 우시쓰정·산나미촌·간노촌의 일부(藤ノ瀬·宇加塚·曽又·鶴ノ町)와 합병하여 후게시군 노토정(能都町)이 발족.(1정)
  - 10월 10일 - 마쓰나미정이 후게시군 노토정의 일부(小木·越坂·市之瀬·明野)를 편입.
- 1958년 12월 1일 - 마쓰나미정이 개칭하여 우치우라정(内浦町)이 됨.
- 2005년 3월 1일 - 아래의 변경에 따라 스즈군이 폐지됨, 이시카와현 내에서 후게시군과 함께 처음으로 폐지된 군이다.
  - 우치우라정이 후게시군 노토정(能都町)·야나기다촌과 합병하여 노토정(能登町)이 발족.
  - 노토정과 후게시군의 나머지 2정(몬젠정·아나미즈정)의 구역으로 호스군(鳳珠郡)이 발족.